# Národní centrum kybernetické obrany
Národní centrum kybernetické obrany (německy Nationales Cyber-Abwehrcentrum – NCAZ) je spolková organizace v Německé spolkové republice, jejíž náplní je obrana státní počítačové infrastruktury proti kybernetickým útokům, tedy plnící úlohu Národního centra kybernetické bezpečnosti.
Hans-Peter Friedrich, tehdejší ministr vnitra v druhé vládě Angely Merkelové, zahájil provoz NCAZ 16. června 2011. NCAZ sídlí v Bonnu v budově Spolkového úřadu pro bezpečnost informační techniky (BSI) a funguje jako nadagenturní spolupráce především mezi Spolkovým úřadem pro bezpečnost informační techniky (BSI), Spolkovým úřadem pro ochranu ústavy (BfV, civilní kontrarozvědka) a Spolkovým úřadem pro ochranu obyvatelstva a pomoc při katastrofách (BBK). Kromě toho je předpokládána i jeho spolupráce s ozbrojenými silami, Spolkovým úřadem pro vojenskou kontrašpionáž (BAMAD, vojenská kontrarozvědka), Celním kriminálním úřadem (ZKA), spolkovou policií, Spolkovou zpravodajskou službou (BND) a Spolkovým kriminálním úřadem (BKA).